# Kouroussa (prefectura de Guinea)
Kouroussa es una prefectura de la región de Kankan de Guinea, con una población censada en marzo de 2014 de 268 630 habitantes. Está formada por las siguientes subprefecturas, que igualmente se muestran con población censada en marzo de 2014:
- Babila 15,795
- Balato 16,403
- Banfélé 24,650
- Baro 15,514
- Cisséla 41,740
- Douako 23,416
- Doura 18,664
- Kiniéro 22,478
- Komola-Koura 14,038
- Koumana 12,804
- Kouroussa 39,412
- Sanguiana 23,716[1]

## División
- Babila
- Balato
- Banfélé
- Baro
- Cisséla
- Douako
- Doura
- Kiniéro
- Komola-Koura
- Koumana
- Kouroussa
- Sanguiana